# Tarponi
Tarponi (Elopiformes) jsou nepočetným řádem dravých pelagických elopomorfních paprskoploutvých ryb. Jsou to dobří plavci se štíhlým tělem a hluboce vykrojenou ocasní ploutví. Jakožto elopomorfní ryby mají ploché průsvitné leptocefalové larvy, které mají také vykrojenou ocasní ploutev. Vyskytují se v teplých tropických a subtropických mořích, někdy pronikají do brakických až sladkých vod v pobřežních bažinách či v ústí řek. Jejich žaberní štěrbiny jsou široké, horní čelist (maxilla) sahá až za oko.
Zástupci tohoto řádu vykazují některé archaické znaky, jako je přítomnost kosti zvané gulare na spodině úst, což je mezi kostnatými rybami ojedinělý znak, nebo vysoký počet (několik desítek) branchiostegálií, podlouhlých kůstek na hrdle.
Do řádu tarponů se řadí jen dva rody, každý v samostatné čeledi: rod elops (Elops) zahrnuje asi sedm druhů řazených do čeledi elopsovití (Elopidae), rod tarpon (Megalops) se dvěma druhy patří do čeledi tarponovití (Megalopidae). Elopsové mají protaženější, nižší a oválnější tělo nežli tarponi s tělem vyšším a výrazněji ze stran zploštělým. Elopsové i tarponi patří k oblíbeným objektům sportovního rybářství, po zaseknutí se urputně brání a vyskakují vysoko nad hladinu. Nejproslulejší je mezi nimi v tomto ohledu největší zástupce řádu tarpon atlantský (Megalops atlanticus), který dorůstá velikosti až přes 2 m a má nádherné stříbřitě lesklé zbarvení.

Řád tarponi má bohatý fosilní záznam, který sahá hluboko do mesozoika: nejstarší rody jsou Elopsomolos a Anaethalion z jury. 

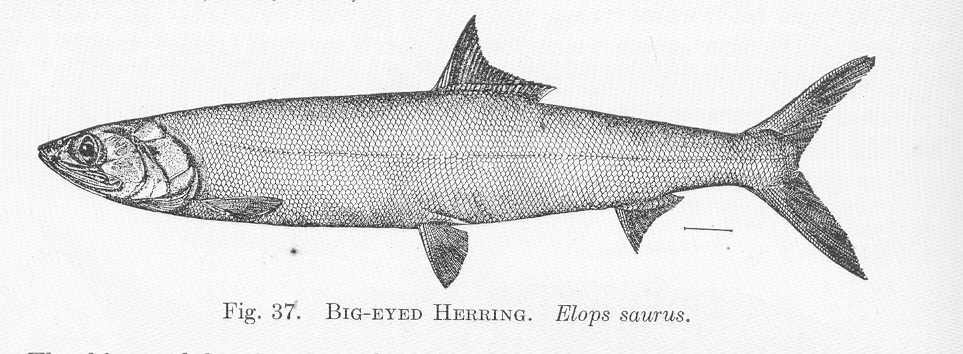
Elops velkooký na kresbě
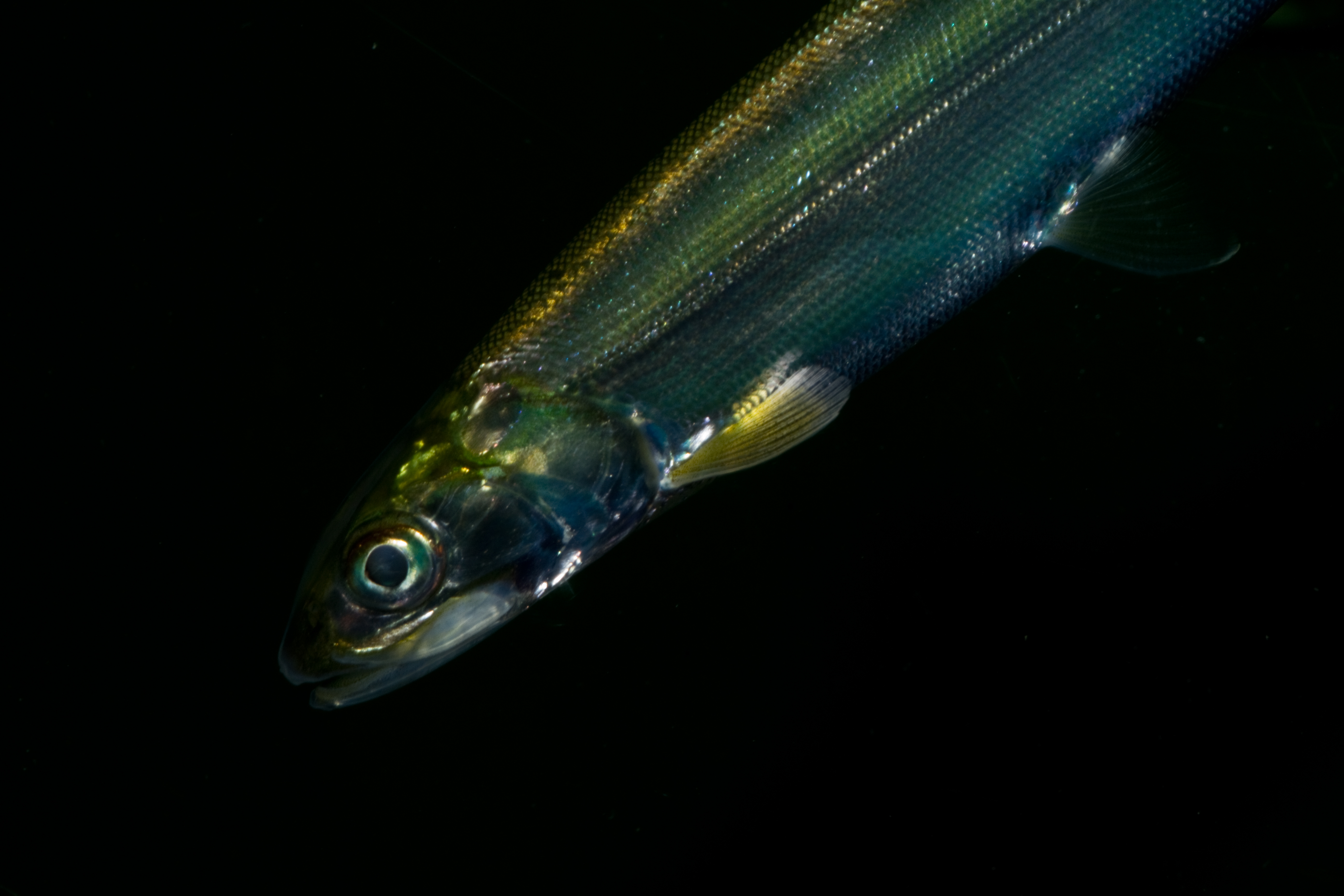
Přední část těla elopse velkookého
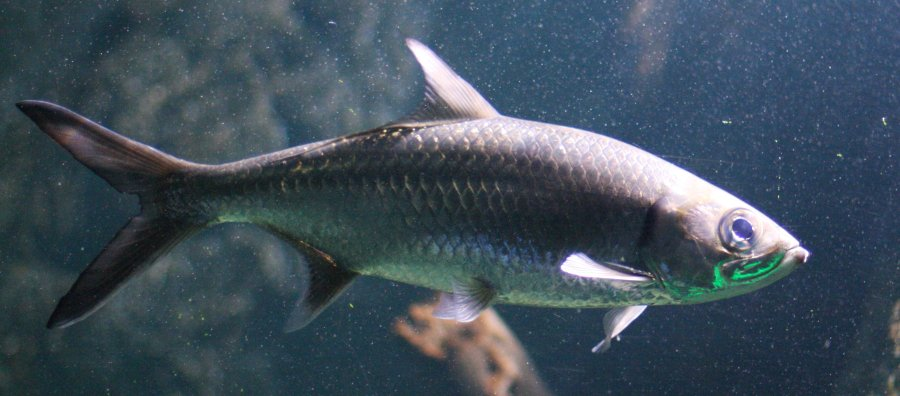
Tarpon indický